# 討論
討論（とうろん）は、一般的には一定の議題について意見を闘わせることを指し、法令上においては公職選挙法第261条の2や社会教育法第5条における「討論」がこの意味で用いられているとされるが、議事手続（国会法や地方自治法第115条）においては上の意味とは区別され、特有の意義を有し、ある表決を要する議題となっている案件が表決に付される際にその前段階においてその案件に対して議員（委員）が賛成又は反対の意見を表明することを指す。議事手続における討論は案件に対する賛成・反対の意見表明の手続であり、法令上、単に意見を闘わせることを指す場合には区別のために「討議」あるいは「自由討議」が用いられることもある。

## 議事手続における討論
議事手続においては質疑が終ったときには討論に入る（衆議院規則118条、参議院規則113条）。議事手続における討論は賛否双方の立場から相互にその主張を述べて自己と反対の意思を有する者を自らと同じ意見に与させることを目的とする。

### 日本の国会
国会では、政府予算とその関連法案は会期の冒頭にまとめて提出されるが、一般的な法律案などの議案は1回の会期中に逐一提出され、個々の議案ごとに質疑と採決が行われる。
議事手続における討論はその表決をとる案件に対して議員（委員）が賛成又は反対の意見を表明することであり、逐一表決を行う国会では表決にかけられる議案の一部に賛成あるいは反対のごとき発言は認められていない。衆参両院の規則においても「議事日程に記載した案件について討論しようとする者は、反対又は賛成の旨を明かにして通告しなければならない」としている（衆議院規則135条、参議院規則93条）。
議事手続上における討論においては感情論にエスカレートして議論の収拾が困難となる事態に陥ることを避けるため、原則として一人一回ずつで反対者と賛成者が交互に行う「討論一人一回・交互の原則（討論交互の原則）」がある。
なお衆参両院の議長が討論で発言を行うこともできるが、この場合、事前に通告を行った上で職務を副議長に任せて議席に戻り、発言に立つ。議席に戻った議長は、表決するべき議案にかかる採決が終了した後に、議長席に復帰する（衆議院規則138条、参議院規則119条）。

このほか議事手続上において行われる討論においては、議事混乱のおそれがあるため討論に対する質疑は一切認められない。

### 日本の地方議会
地方議会では国会と異なり、自治体首長が提案する議案は会期の冒頭にまとめて提出され、質疑を経たのち、会期の最終日に集中して採決を行う。このため、採決の直前に行われる本会議場での討論では、「首長が提案した議案の全部に賛成」「一部に反対」「全部に反対」の3種類で態度を表明し、その理由を発言する。